# Гольдсмит, Габриэла
Рут Габриэла Гольдсмит Гуаш (исп. Ruth Gabriela Goldsmith Guasch; 11 сентября 1963, Мехико, Мексика) — мексиканская актриса.

## Биография
Родилась 11 сентября 1963 года в Мехико в семье мексиканца Габриэля Гольдсмита и кубинки Кармен Гуаш Кампос и была единственным их ребенком. В детстве занималась фигурным катанием. Кроме испанского владеет также английским и итальянским языками. 

В 1983 году закончила Escula Nacionale de Estudios Profesionales, получив профессию врача-стоматолога. По специальности работала недолго. 

В 1982 году она победила в конкурсе «La Modelo del Ano» («Модель года»). Решив связать свою жизнь с искусством, она в 1984 году закончила Centre de Educacion Artistica de Televisa San Angel. В этом же году она впервые вышла на сцену театра в спектакле «Boeing-Boeing». В 1985 году снялась в первом фильме, в 1986 году дебютировала в теленовеллах. 

К числу наиболее значимых ролей актрисы можно отнести роль главной коварной злодейки Лорены дель Вильяр в сериале «Просто Мария», где она снималась вместе с Викторией Руффо, Мануэлем Саваль и Хайме Гарса. За неё актриса была удостоена премии «Testimonio De Calidad» (1989). 

### Личная жизнь
Габриэла Гольдсмит вышла замуж в шестнадцать лет, но брак распался через несколько месяцев после рождения дочери Абриль.

## Творчество

### Теленовеллы
- 1986 — El engano
- 1986 — Encadenados — Ирис
- 1987 — El precio de la fama — Сесилия
- 1987 — Пятнадцатилетняя
- 1989 — Просто Мария — Лорена дель Вильяр де Ривера (злодейка)
- 1990 — Alcanzar una Estrella
- 1990 — Моя маленькая Соледад — Ана Сильва
- 1991 — Alcanzar una Estrella II
- 1991 — La Picara Sonadora — Глэдис
- 1992 — Мария Мерседес — Магнолия
- 1994 — Prisionera de amor —Изаура
- 1997 — Sin Ti — Пруденсия
- 1998 — Камилла — Ана Мария Итуральде
- 1999 — Por Tu Amor — Сония
- 2000 — Siempre Te Amaré —Ариана
- 2001 — El Derecho de Nacer — Адриана
- 2002 — Таковы эти женщины — Нарда
- 2003 — Amarte es mi pecado — Кати де Кирога
- 2004 — Misión S.O.S. Aventura y Amor — Вивиан Джонсон
- 2006 — Código Postal — Минерва Карвахаль
- 2007 — Дестилляционная любовь — Сония
- 2007 — Amor sin maquillaje — Элена
- 2008 — Завтра — это навсегда

### Кино
- 1985 — Terror y encajes negros
- 1985 — Narco terror
- 1985 — Gavilán o paloma
- 1986 — Un macho en la cárcel de mujeres
- 1986 — Lavadores de dinero
- 1986 — El hijo de Pedro Navaja — Сандра
- 1987 — Policia salvaje
- 1988 — Los hermanos machorro
- 1988 — Muertes anunciadas — Мару
- 1992 — El gato con gabas — Анхела
- 1992 — Mas allá Del Deseo
- 1997 — Reclusorio — Ольга
- 2003 — Venganza de un Terrorista
- 2004 — Animales en peligro
- 2005 — El Matador

### Театр
- 1984—1987 — Boeing-Boeing
- 1987—1990 — Sálvese Quién Pueda
- 1986—1987 — Don Juan Tenorio
- 1989—1991 — Una Cena Conmovida
- 1994—2000 — Enganame Si Quieres
- 1995 — Intereses Creados
- 2000 — Demasiados para una Noche
- 2005—2006 — Homenaje A Juan Pablo II
- 2006 — Escultor De Destinos
- 2006 — Mejor a tempo
- 2007 — El Taller del Orfebre
- 2008 — Una Mujer Compastida

## Премии
- 1988 — Palmas de oro
- 1989 — Palmas de oro
- 1989 — Testimonio de Calidad — номинация[1] на лучшую актрису-«злодейку» за роль «Лорены дель Вильяр» в сериале «Просто Мария»
- 1992 — Penacho De Montezuma
- 1993 — Medalla Candilejas De Oro
- 1994 — Sol de Oro
- 1995 — премия Алисии Монтойя
- 1996 — Sol de Oro
- 2000 — Palmas de Oro
- 2001 — Quetzal
- 2002 — Revalacion De Teatro Actriz Dramática
- 2004 — Candilejas de Oro
- 2007 — Develación Placa
- 2007 — Sol de Oro

## Общественная работа
Габриэла Гольдсмит является основателем и президентом организации «Código Ayuda», деятельность которой направлена на улучшение жизни беспризорных детей и подростков.